# Love Potion No. 9
Love Potion No. 9 (títulos alternativos: Love Potion Number 9 e Love Potion #9 - pt: Você Tem Sex Appeal? — br: Poção do amor nº 9) é o título da comédia romântica estadunidense de 1992, estrelado por Tate Donovan e Sandra Bullock, cujo título e enredo foram inspirados na canção de Jerry Leiber e Mike Stoller Love Potion No. 9, de 1959. Foi escrito, dirigido e produzido por Dale Launer, fazendo pela primeira vez o trabalho que em Hollywood se chama "hyphenate", ou seja, atuou como redator e diretor (ele dirigira antes as comédias "Ruthless People," "Dirty Rotten Scoundrels" e "My Cousin Vinny").
Sandra e Tate se conheceram durante as filmagens, e estabeleceram um relacionamento que durou três anos.

## Enredo
Donovan interpreta Paul, um biopsicólogo tão tímido que, para superar seu fracasso com as mulheres, procura uma cigana, interpretada por Anne Bancroft para se aconselhar. Esta então lhe oferece um filtro, que promete torná-lo irresistível às garotas durante quatro horas. Quando ele estende sua mão para que ela faça a leitura, a cigana cospe nela e a limpa, como alguém que tira a sujeira dos óculos.
Ele duvida que o feitiço de amor funcione, mas quando ele e sua colega de trabalho Diane, vivida por Bullock, observam o efeito provocado em animais, resolvem testá-la em si mesmos. Ela, que tinha sorte quando encontrava alguém para sair, de repente se torna irresistível para todos os homens que aparecem, enquanto seu colega se transforma num verdadeiro Casanova reencarnado.
Diane encontra seu príncipe - Geoffrey da Inglaterra, mais bonito e mais alto que o Príncipe Charles real, que a pede em casamento - e surge daí a questão da busca pelo verdadeiro amor, que pode estar bem mais próximo do que se imagina.
A poção número 9 na verdade não se refere a uma poção do amor, mas ao seu antídoto.

## Dados do filme
"Love Potion No. 9" foi no país de origem classificado na categoria "R" (menores que 17 anos exige-se a companhia de adulto responsável) por conter linguagem vulgar e algumas situações de conteúdo sexual. O filme teve locação em cidades de três estados distintos dos EUA: Chattanooga (Tennessee), Los Angeles (Califórnia) e Atlanta (Geórgia)
Foi distribuído aos cinemas nos EUA pela Fox e pela United International Pictures, em 728 salas; não foi divulgado o custo de produção, arrecadou no fim de semana da estreia U$ 416.641,00 (55,2% da arrecadação total) e total de  U$ 754.935,00.

## Crítica contemporânea
Para os críticos de cinema da revista People "deveria haver uma lei que obrigasse os filmes baseados em canções pop não pudessem exceder o tempo de execução do seu material de origem", pois os 95 minutos do filme são excessivos; embora tenha alguns momentos divertidos, não mereceu uma boa avaliação.
Os filmes anteriores dirigidos por Launer foram boas comédias, diz Vincent Canby do The New York Times, isto sugere que ele deva ser um homem engraçado, mas neste filme fica provado que ele precisa de um colaborador para lhe dizer que suas piadas não funcionam; praticamente tudo o que acontece pode ser previsto a partir da cena de abertura.

## Elenco
O elenco do filme foi o seguinte:
- Tate Donovan - Paul Matthews
- Sandra Bullock - Diane Farrow
- Mary Mara - Marisa
- Dale Midkiff - Gary Logan
- Hillary B. Smith - Sally
- Dylan Baker - Príncipe Geoffrey
- Anne Bancroft - Madame Ruth (não-creditada)
- Blake Clark - Policial na motocicleta
- Bruce McCarty - Jeff
- Rebecca Staab - Cheryl
- Adrian Paul - Enrico Pazzoli
- Ric Reitz - Dave
- Steven Burnett - Ron
- Jordan Baker - Joanne
- Ken Strong - Dick Webster
- Gary Watkins - Agente do serviço secreto
- Scott Higgs - Secretário
- James Sbardellati - Dino
- Libby Whittemore - R. T. Moreno
- David Baer - Motorista de Marisa
- Marc Gowan - Padre
- Esther Huston - Mary
- Lisa Guerrero - Loira no bar
- Timothy Martin - Homem no bar
- Susan Fassig - Amiga de Cheryl
- Rob Cleveland - Policial na estação
- Kathryn Firago - Mulher no salão dos noivos
- Jennifer Hale - Mulher sedutora
- Victoria Tabaka - Mulher sedutora
- David Dwyer - Policial anti-motim
- Virgil Beckham - Policial anti-motim
- Ann Taylor Boutwell - Mulher na igreja
- Edith Ivey - Mulher na igreja
- Andra Millian - Matrona

## Análise
Segundo a socióloga, Eva Flicker da Universidade de Viena em seu trabalho Between brains and breasts — women scientists in fiction film: on the marginalization and sexualization of scientific competence, a cientista do filme representa um dos estereótipos com que a mídia representa a mulher cientista: a "solteirona", caracterizada pela mulher exclusivamente dedicada ao trabalho, que se descuida da aparência, sempre de óculos e descuidada com as roupas, em suma: avessa aos padrões que se atribuem ao sexo feminino, até que a personagem é "salva" por um homem que irá fazê-la sensual e atraente — uma mensagem que se traduz no fato de que beleza e inteligência se excluem, na mulher.